# K808 White Tiger
K808 і K806 «Білий Тигр» (англ. White Tiger, кор. 백호, ханча 白虎, латиніз. «Baekho») — сімейство південно-корейських колісних бронетранспортерів.
Колісні машини були створені для підвищення мобільності та ударної потужності піхоти в порівнянні з повільнішими гусеничними машинами K200 і K21. Базовою моделлю є K806, хоча співвідношення між моделями становить приблизно 5 до 1, і K808 є переважною більшістю. 
Хоча ці два варіанти мають багато спільних характеристик, вони призначені для концептуально різних операцій K806 призначений для роботи у тилу (оборона об'єктів, захист конвоїв, тилова розвідка), тоді як K808 розроблений для швидкого розгортання військ і виконання розвідувальних завдань у прифронтових районах та може вести інтенсивні бойові дії разом з основними бойовими танками K1A1 і K2.  

## Історія
Для розробки колісної броньованої машини Управління програми оборонних закупівель обрала компанію Hyundai Rotem (конкурентами у цьому конкурсі були Doosan Black Fox і Samsung Techwin MPV).  Проєкт було розпочато у грудні 2012, і 30 травня 2016 року його було оголошено успішно виконаними.  Обидві моделі виготовлялися на заводі Hyundai Rotem у Чханвоні. 
На початку машини мали позначення «Scorpion» , у 2022 році були перейменовані у «White Tiger» 
29 грудня 2016 року Hyundai Rotem отримала замовлення на серійне виробництво обох моделей і підписала контракт Управлінням програми оборонних закупівель на поставку машин на суму приблизно 25 млрд вон.  8 грудня 2017 між було підписано ще один контракт з Управлінням на поставку до листопада 2020 року другої партії на суму 390,7 млрд вон.  16 березня 2018 року поставку першої партії було завершено.  29 вересня 2020 року було укладено контракт і на третю серію сумою 407,7 млрд вон. 
В березні 2018 машини були вперше розгорнуті в 25-й і 37-й дивізіях Армії Республіки Корея, де проходили польові експлуатаційні випробування протягом чотирьох місяців. 
26 серпня 2022 року Hyundai Rotem і Hanwha Defence підписали контракт з урядом Польщі на експорт 180 танків K2 Black Panther і 212 самохідних гаубиць K9 Thunder. Польща висловила зацікавленість у придбанні ще ряду найменувань різноманітної бойової техніки, у тому числі бронемашин K808. 

## Опис
K806 має колісну формулу 6х6, K808 — 8х8. Довжина кузова K808 за рахунок цього більша, кількість пасажирів в обох машин однакова — 11 осіб (у K808 ширша відстань між сидіннями). К806 озброєний 7,62-мм кулеметом, К808 — автоматичним гранатометом К4 або кулеметом К6 (ліцензійна копія Browning M2).  K808/806 мають суцільнозварний броньований корпус, який забезпечує захист від вогню стрілецької зброї та осколків артилерійських снарядів; для підвищення рівня захисту машина може бути оснащена навісною бронею (K808 має потужнішу броню, ніж K806). Машини обладнано системою РХБ-захисту.  Тепловізійний перископ і камера заднього огляду дозволяють працювати вночі і спостерігати за перешкодами в місцях з обмеженою видимістю. 
Завдяки двигунам D6-HA потужністю у 380 і 420 к.с. відповідно, K806 і K808 можуть розвивати швидкість 100 км/год на дорогах з твердим покриттям, 50 км/год на ґрунтових дорогах і до 25 км на відкритих полях. Машини можуть долати траншеї шириною до 1,5 м, повздовжний схил 60 % та бічний схил 30 %.   K808 краще долає перетнуту місцевість за рахунок збільшення колісної формули. Колеса цієї моделі оснащені системою централізованого регулювання тиску і шинами run-flat, які дозволяють продовжувати рух навіть якщо пошкоджені. Крім того, K808 обладнаний водометами, що дозволяють йому перепливати водойми (швидкість до 8 км/год). 
На базі K808 і K806 можливе створення більш спеціалізованих колісних броньованих машин — наприклад, протитанковий варіант зі встановленням двох ракет AT-1K Raybolt , зенітна самохідна установка , медевак, САУ , командна машина тощо.